# گمینا پیلگژمکا
گمینا پیلگژمکا (به لهستانی:  Gmina Pielgrzymka) یک گمینا در لهستان است که در شهرستان زووتوریا واقع شده‌است. گمینا پیلگژمکا ۱۰۵٫۱۵ کیلومتر مربع مساحت و ۴٬۷۴۴ نفر جمعیت دارد.